# دانييلي مسارو
دانييلي مـَسـّارو (Daniele Massaro) (منزا، 23 مايو 1961) لاعب كرة قدم إيطالي سابق، كان ضمن الفريق الفائز في كأس العالم 1982. بدأ دانييلي مسارو مسيرته الكروية مع نادي مونز ولعب لموسمين قبا أن ينتق لنادي فيورنيتنا موسم1981 وكان يبلغ من العمر 20 سنه، وانتقل بعدها بخمسة مواسم إلى إيه سي ميلان، حيث لعب معهم 306 مباراة خلالها 70 هدفا، عرف مـَسـّارو التألق مع نادي إيه سي ميلان، وهو الذي سجل هدفين في مرمى نادي برشلونة في نهائي دوري أبطال أوروبا الذي انتهى بفوز إيه سي ميلان 4-0 في عام 1994. وقد كان هدافا لنادي إيه سي ميلان في موسم 1994/1993، وساعده على الفوز بالدوري الإيطالي في ذلك الموسم. فاز بالعديد من الاقاب مع إيه سي ميلان قبل أن ينتقل في موسم 1995 لـ نادي شيميزو إس بولس الياباني.
وقد لعب 15 مباراة دولية مع منتخب إيطاليا لكرة القدم، وهو، بالإضافة لفرانكو باريزي وروبيرتو بادجو، مع اللاعبين الذين أضاعوا ضربات الجزاء في نهائي كأس العالم 1994.

## مسيرته الكروية
لعب دانييلي مسارو خلال مسيرته الاحترافية مع 5 أندية في ثمانية عشر موسمًا وسجل خلالها 86 هدفًا ضمن 468 مباراة. ولم يفز بأي موسم بالكأس وفاز في أربعة مواسم بالدوري.
خاض دانييلي مسارو مسيرته مع نادي مونزا في موسم 1979–80 ولمدة موسمين، مشاركًا في 60 مباراة سجل خلالها 10 أهداف. ثم انتقل إلى نادي فيورنتينا في موسم 1981–82 ليلعب معه خمسة مواسم، حيث شارك في 140 مباراة سجل خلالها 11 هدفًا. لينتقل بعدها إلى نادي إيه سي ميلان في موسم 1986–87 في المرة الأولى ولمدة موسمين ثم في موسم 1989–90 ليلعب معه ستة مواسم، مشاركًا طوالها في 218 مباراة سجل خلالها 50 هدف. ثم انتقل إلى نادي روما في موسم 1988–89 لمدة موسم واحد، مشاركًا في 30 مباراة سجل خلالها 5 أهداف. هذا وانتقل لاحقًا إلى نادي شيميزو إس-بولس في عامي 1995-1997 ولمدة موسمين، مشاركًا في 20 مباراة سجل خلالها 10 أهداف.

## روابط خارجية
- دانييلي مسارو على موقع الاتحاد الدولي (مؤرشف)  (الإنجليزية)
- دانييلي مسارو على موقع الاتحاد الأوربي (الإنجليزية)
- دانييلي مسارو على موقع رابطة كرة القدم اليابانية للمحترفين (اليابانية)
- دانييلي مسارو على موقع قاعدة بيانات كرة القدم.إي يو (الإنجليزية)
- دانييلي مسارو على موقع ناشيونال فوتبول تيمز (الإنجليزية)
- دانييلي مسارو على موقع Soccerway.com (الإنجليزية)
- دانييلي مسارو على موقع عالم كرة القدم.نت (الإنجليزية)
- دانييلي مسارو على موقع eWRC-results.com (الإنجليزية)
- دانييلي مسارو على موقع أوليمبيديا (الإنجليزية)